# Harold Gomes
Harold Gomes (* 22. August 1933 in Providence, Rhode Island, USA) ist ein ehemaliger US-amerikanischer Boxer im Superfeder- und Federgewicht und Weltmeister. 

## Karriere
Der Linksausleger konnte seine ersten 22 Kämpfe alle siegreich gestalten. 1956 errang er den USA New England Title im Federgewicht. Ende Juni 1959 erkämpfte er diesen Titel auch im Superfedergewicht. Nur drei Wochen später bezwang er Paul Jorgensen nach Punkten und sicherte sich dadurch sowohl den universellen als auch den NBA-Weltmeistertitel im Superfedergewicht. Diese Gürtel verlor er am 16. März im Jahr darauf an Flash Elorde durch klassischen K. o.
Auch das direkte Rematch gegen Elorde, welches im August desselben Jahres stattfand, verlor Gomes durch klassischen Knockout. Seine letzten vier Kämpfe, drei davon fanden im Jahre 1963 statt, verlor Gomes.